# Нужные вещи (роман)
«Нужные вещи» (англ. Needful Things; также известен под названиями «Самое необходимое» и «Необходимые вещи») — роман американского писателя Стивена Кинга в жанре драмы с элементами триллера и сатиры. Был опубликован в октябре 1991 года. Входит в «Трилогию о Касл-Роке» (вместе с романом «Тёмная половина» и повестью «Солнечный пёс»).
Роман вошёл в список бестселлеров по версии «Publishers Weekly» за 1991 год.
Рассказывая на своём официальном сайте о неоконченном романе «Каннибалы» (англ. The Cannibals), идея которого впоследствии послужила толчком к написанию романа «Под куполом» (англ. Under the Dome), Кинг назвал роман «Нужные вещи» социальной комедией. В книге «The Complete Stephen King Universe: A Guide to the Worlds of Stephen King» роману дана следующая характеристика: «Это и драма, и сатира, и критика американского потребительства и алчности, и жизни в маленьком городке вообще».

## Сюжет
В городе Касл-Роке (штат Мэн) приезжий торговец Лиланд Гонт открывает новый антикварный магазин «Нужные вещи». По странному совпадению, каждый посетитель находит в магазине Гонта именно ту вещь, которая ассоциируется у него с приятным воспоминанием или которая просто подсознательно была необходима ему для личного счастья. При этом Гонт даёт каждому покупателю, благодарному продавцу за приобретение «ценной» вещи, задание — подстроить пакость другому жителю города. Гонт владеет некой магией, заставляя людей видеть и ощущать то, чего нет на самом деле — человек, купивший у него вещь, становится одержим ею и никому её не показывает, и эта вещь может вызывать у обладателя приятные воспоминания и иллюзии; но на самом деле все вещи, купленные у Гонта, невзрачные или вовсе сломанные, но их владельцам они видятся совсем другими. Гонт также является тонким психологом и отличным гипнотизёром — он легко внушает людям всё что угодно, но это не действует на местного шерифа Алана Пэнгборна. Гонт опасается Пэнгборна и тщательно избегает встречи с ним, видимо чувствуя, что шерифа ему не обмануть.
Задания Гонта постепенно приводят к тому, что жители Касл-Рока начинают ненавидеть, угрожать и шантажировать друг друга. Чтобы решать конфликты между клиентами, Гонт начинает продавать пистолеты и в городе происходят несколько случаев убийств и самоубийств. Полиция расследует преступления, а Пэнгборн начинает подозревать загадочного владельца магазина «Нужные вещи». Вспышка убийств в Касл-Роке привлекает всеобщее внимание, представители СМИ со всего штата съезжаются в город уже в сумерках; при этом никто из них не подозревает, что к ним причастен магазин «Нужные вещи». Тем же вечером в городе начинается гражданская война — минируется и взрывается несколько зданий, и возникает противостояние между прихожанами католической и баптистской церквей. Начинаются буря и дождь, во время которых баптисты и католики сходятся в рукопашном бою; в ход идут даже ножи и пистолеты. Подоспевшая полиция пытается растащить дерущихся, но в итоге сама оказывается втянута в массовую драку.
Гонт настраивает против Пэнгборна его невесту Патрисию Чалмерс, но она вовремя осознаёт, что Гонт манипулирует всеми (и ею в том числе), и воссоединяется с Пэнгборном. Касл-Рок погружается в хаос. Во время продолжающейся драки между католиками и баптистами из «Нужных вещей» выходит Гонт с саквояжем, наполненным душами всех погибших клиентов магазина. Пэнгборн понимает, что Гонт является неким демоном, цель которого — скупка человеческих душ за бесполезные вещи. Внезапно какая-то сила приходит на помощь Пэнгборна, наделяя его сверхъестественной магией. Он достаёт игрушку своего погибшего сына (банку, из которой выскакивает игрушечная змея) и открывает её; выскочившая из неё змея на пару секунд превращается в настоящую и кусает Гонта. Гонт роняет саквояж, который Пэнгборн тут же подхватывает. Гонт превращается в чудовище с острыми зубами и когтями и требует у Пэнгборна отдать ему саквояж, но тот отказывается. Гонт набрасывается на него, но Алан достаёт из рукава букет бумажных цветов (он использовал его для показа фокуса), который внезапно сияет белым ярким светом; его лучи обжигают Гонта и тот останавливается, не пытаясь подойти к Алану. Саквояж лопается, и души вылетают на свободу. Гонт садится в свой автомобиль и уезжает; его автомобиль на ходу превращается в повозку, запряжённую лошадьми и с горбатым карликом на высоких козлах, и затем в фургон, который взлетает и уносится прочь.
Буря и дождь утихли, драка между католиками и баптистами прекращается, люди по всему Касл-Року приходят в себя, словно очнувшись от сна, и с ужасом глядят на горящий и полуразрушенный город. Гонт побеждён, но Пэнгборн понимает, что для него самого всё уже не будет как раньше, ведь он увидел пороки всех своих друзей, соседей и жителей Касл-Рока.
В эпилоге романа выясняется, что через какое-то время Лиланд Гонт открывает новый магазин «Ваши молитвы услышаны» в городе Джанкшен-Сити (штат Айова).

## Персонажи

### Главные герои
- Лиланд Гонт (англ. Leland Gaunt) — таинственный приезжий, открывший в Касл-Роке магазин «Нужные вещи». Главный антагонист романа. Выглядит как высокий пожилой мужчина приятной внешности, представляется приехавшим из Акрона (штат Огайо). Цвет глаз Гонта каждый человек видит по-своему, но всем его глаза кажутся красивыми. При прикосновении его рук люди испытывают необъяснимые неприятные ощущения. Оказывается, что Гонт является неким демоном, способным заставлять людей видеть и ощущать то, чего нет на самом деле, и являться им в виде слуховой галлюцинации. Цель его торговли на самом деле — покупка человеческих душ за бесполезные вещи. Очень искусный интриган и манипулятор, отличный гипнотизёр, нечеловечески силён. Был изгнан из Касл-Рока шерифом Пэнгборном.
- Алан Пэнгборн (англ. Alan Pangborn) — шериф города Касл-Рок, избранный на эту должность после гибели предыдущего шерифа Джорджа Баннермана (убитого бешеным сенбернаром). Главный протагонист романа. Хорошо разбирается в людях, имеет развитое логическое мышление и интуицию. Имеет привычку в минуты раздумий показывать «театр теней» на стенах, по-всякому складывая руки, и вообще увлекается разными фокусами. Незадолго до начала повествования его жена Анна и младший сын Тодд погибли в автокатастрофе. В первой половине романа состоял в близких отношениях с Патрисией Чалмерс. Отношения в итоге распались по её инициативе из-за пакостей Гонта, но ближе к финалу романа они понимают в чём дело и мирятся.
- Патрисия (Полли) Чалмерс (англ. Patricia «Polly» Chalmers) — владелица ателье «А мы тут шьём себе потихоньку» (англ. You Sew And Sew), красивая женщина средних лет. Страдает артритом. В юношескую пору, забеременев от своего ухажёра, покинула родительский дом и переехала в Сан-Франциско, где родила сына Келтона, который, будучи совсем маленьким, погиб во время пожара в доме, случившегося по вине его няни-наркоманки. Замуж так и не вышла; вернувшись в родной город, никому не рассказывала о своём прошлом, даже своему возлюбленному Алану Пэнгборну. В магазине «Нужные вещи» она покупает амулет от артрита, который, казалось бы, действует. Из-за пакости Лиланда Гонта получила письмо якобы из Департамента защиты детей Сан-Франциско, которое убедило её, что Пэнгборн тайком от неё интересовался её прошлым, и она разрывает с ним отношения. Той же ночью ей снится сон, в котором её умершая тётя Эвелин говорит ей, что она поступила плохо, разыграв «Туза» и порвав отношения с Аланом. Проснувшись, Полли осознаёт, что письмо ложное — она вспоминает, что в Сан-Франциско она была зарегистрирована как Патрисия Фриско, а письмо пришло на имя Патрисии Чалмерс. В гневе Полли срывает с себя кулон Гонта, который разбивается, и из него выползает сидевший в нём паучок, питавшийся её болью. Паук внезапно вырастает до размеров кошки и набрасывается на Полли, но она убивает его вантузом. В финале романа мирится с Пэнгборном и вместе с ним уезжает из Касл-Рока.
- Дэнфорд «Бастер» Китон (англ. Danforth «Buster» Keeton) — 52-летний председатель городского совета. Женат на Миртл Китон. Высокий полный мужчина с параноидальными симптомами. Вспыльчив, терпеть не может своего прозвища. Имеет болезненную привязанность к азартным играм. Подозревает всех окружающих в преследовании. К началу романа оказывается в нелёгком положении — он взял крупную сумму из городского бюджета и проиграл её на скачках, а в город скоро должна приехать специальная комиссия, которая легко может выявить недостачу. В магазине «Нужные вещи» покупает настольную игру «Лошадиные скачки» — игра уникальна тем, что миниатюрные лошадки выигрывают скачки всегда по-разному, а Гонт уверяет, что игра способна предсказывать результаты предстоящих скачек. Китон начинает делать ставки на настоящих скачках и действительно благодаря этой настольной игре выигрывает крупную сумму, но позже обнаруживает, что по всему его дому расклеены листовки с оскорблениями и обвинениями в воровстве с подписью одного из помощников шерифа Касл-Рока Норриса Риджвика, которого Китон недолюбливает (в действительности листовки расклеила Нетти Кобб в качестве платы за цветное стекло). Впоследствии в гневе Китон убивает свою жену Миртл, подозревая её в измене с Риджвиком; после начинает сотрудничать с Гонтом с целью избавиться от «преследователей», которые ему мерещатся. В финале романа получил смертельное ранение от пули Норриса Риджвика и был из милосердия застрелен своим компаньоном Джоном «Тузом» Мериллом.
- Норрис Риджвик (англ. Norris Ridgewick) — помощник шерифа города Касл-Рок, трусливый молодой человек. Враждует с Китоном из-за частого выписывания штрафов последнему. Зная о своей трусости, старается её побороть и к финалу романа существенно преуспевает в этом. Риджвику приходит посылка, в которой оказалась мышеловка, больно прищемившая ему пальцы; Норрис соответственно обвиняет Китона, с которым недавно поругался из-за очередного выписанного ему штрафа (в действительности посылку принесла жительница Касл-Рока Синди Роуз Мартин в качестве платы за вазу, купленную в магазине «Нужные вещи»). Риджвик же покупает у Гонта спиннинг «Базун» (копию того, что некогда был у его отца) и расплачивается за него тем, что портит машину Хью Приста, оставив ему послание якобы от Генри Бофорта. К финалу романа решает повеситься, так как считает, что не оправдал свою должность полицейского, и Лиланд Гонт помогает ему в этом, но в последний момент Норрис осознаёт, что причиной всех бед является Гонт. Риджвику удаётся вытащить себя из петли и он отправляется к магазину, чтобы убить Гонта.
- Джон «Туз» Мерилл (англ. John «Ace» Merrill) — городской хулиган, отсидевший несколько лет в тюрьме Шоушенк и вернувшийся в Касл-Рок. Также он пробавлялся торговлей наркотиками и оружием, но недавно задолжал серьёзным людям крупную сумму денег и отчаянно искал выход из положения. Заходит в «Нужные вещи», где Гонт показывает ему книгу, написанную якобы его богатым (ныне покойным) дядей Реджинальдом Мериллом, в которой указаны места, где он спрятал свои деньги. «Туз» покупает книгу, взамен выполнив задание Гонта — «Туз» на его машине должен забрать некий груз и привести его в Касл-Рок. В почти безлюдном трущобном районе города Мерилл находит нужный ему заброшенный гараж, в котором нечего не оказывается, но внезапно в автомобиле появляются пистолеты, автоматы и взрывчатка; на обратном пути Мерилл замечает, что автомобиль Гонта невидим для полиции и её оборудования и ему также не нужен бензин. «Туз» приезжает в Касл-Рок, отдаёт автомобиль Гонту и отправляется на поиски клада, зарытого своим дядей, но в обозначенном месте он обнаруживает записку якобы от шерифа Алана Пэнгборна, в которой написано, что именно он забрал все деньги (в действительности денег в этом месте никогда не было, а записку подложила Полли Чалмерс, шантажируемая Гонтом). Вместе с Китоном закладывал взрывчатку в городе, взорвав несколько зданий. Был застрелен Норрисом Риджвиком.
- Брайан Раск (англ. Brian Rusk) — 11-летний мальчик, ученик средней школы Касл-Рока. Был тайно влюблён в молодую девушку-логопеда Салли Рэтклифф. Увлекался бейсболом, коллекционировал бейсбольные карточки. Стал первым покупателем в магазине Лиланда Гонта, купив карточку с фотографией и автографом знаменитого бейсболиста Сэндфорда «Сэнди» Коуфакса; впоследствии оказалось, что это была карточка с заурядным и неумелым игроком. По заданию Гонта пачкает простыни Вильмы Ержик и разбивает окна и телевизор в её доме, что приводит к обострению конфликта между Вильмой и Нетти Кобб и их гибели. Не выдержав потрясений, застрелился на глазах у своего младшего брата Шона.
- Нетишия (Нетти) Кобб (англ. Netitia «Nettie» Cobb) — сотрудница ателье «А мы тут шьём себе потихоньку», запуганная и забитая женщина. Была ранее осуждена за убийство собственного мужа, впоследствии освобождена условно-досрочно по рекомендации и под ответственность своей подруги Полли Чалмерс. Проживала по соседству с Вильмой Ержик и испытывала к ней личную неприязнь. У неё происходит очередная ссора с Вильмой, так как собака Нетти по кличке Бандит якобы слишком громко лает. После того как Брайан пачкает простыни Вильмы, та начинает подозревать Нетти и угрожает убить её собаку. Во время выполнения Нетти задания Гонта за покупку цветного стекла в её дом пробирается Хью Прист и убивает Бандита (также задание Гонта). Шокированная Нетти идёт к Вильме и между ними состоялась драка на ножах, в которой обе погибают.

### Второстепенные герои
- Кора Раск (англ. Cora Rusk) — мать Брайана и Шона. Страстная поклонница Элвиса Пресли, любит смотреть сериалы (в частности, «Санта-Барбару»). К воспитанию сыновей относится халатно. Сплетница. В магазине «Нужные вещи» она видит фотографию своего кумира с автографом, но не решается купить её. Спустя несколько дней раздумий она возвращается в магазин, но оказалось, что фотографию купила её близкая подруга Майра Эванс, которая также является поклонницей Пресли. Гонт продаёт Коре очки, которые принадлежали самому Элвису, и она становится одержимой ими — очки вызывают у Коры видения, в которых она встречается с Элвисом и её уже не волнует происходящее вокруг. Вскоре она обнаруживает очки разбитыми, Гонт уверяет её, что их разбила Майра и даёт ей пистолет. Кора идёт к Майре, которая также приобрела у Гонта пистолет и они убивают друг друга.
- Миртл Китон (англ. Myrtle Keeton) — нелюбимая жена Дэнфорда Китона, увлекается куклами. Дэнфорд убивает её, так как подозревает, что она изменила ему с Норрисом Риджвиком.
- Вильма Ержик (англ. Wilma Jersyck) — вредная и склочная женщина, получающая удовольствие от склок с другими горожанами. Ненавидит Нетти Кобб из-за её пса Бандита, который, по мнению Вильмы, слишком громко лает по вечерам. На свою голову устраивает открытую травлю Нетти, и в итоге между ними происходит драка на ножах, в которой они обе погибают.
- Пит Ержик  (англ. Pete Jersyck) — муж Вильмы, до ужаса боящийся свою жену. Дабы избежать столкновений последней с теми, на кого у неё зуб, тайком от супруги подмешивает ей успокоительное.
- Энди (Клат) Клаттербак (англ. Andy «Clut» Clutterbuck) — полицейский Касл-Рока.
- Лестер Пратт (англ. Lester Pratt) — учитель физкультуры в средней школе Касл-Рока, баптист. Вспыльчив, до смерти любит свою девушку Салли Рэтклифф и не приемлет какой-либо критики в её адрес; при этом в романе он описывается как человек обычно доброжелательный. Погибает от рук Шейлы Брайхем, получив по голове прикладом ружья во время драки с Джоном Лапуантом.
- Салли Рэтклифф (англ. Sally Ratcliffe) — молодая девушка, невеста Лестера Пратта, работает логопедом в средней школе Касл-Рока. Набожная баптистка, поэтому не допускает интимных отношений до свадьбы. Отрабатывая купленный в магазине «Нужные вещи» кусок дерева якобы от Ноева ковчега, который вызывал у неё приятные видения, пробирается в кабинет директора школы Фрэнка Джуитта, взламывает ящик его стола, где хранятся фотографии голых мальчиков, разбрасывает их по всему кабинету, оставляет записку якобы от Джорджа Т. Нельсона и уходит. Обнаружив в автомобиле Лестера фальшивое письмо от его бывшей девушки, в котором написано, что тот до сих пор с ней встречается, разрывает помолвку. Узнав о гибели Пратта и не вынеся тяжести вины по этому поводу, повесилась в своей квартире.
- Фрэнк Джуитт (англ. Frank Jewett) — директор средней школы Касл-Рока, латентный педофил. Устроил разгром в доме своего старинного друга Джорджа Т. Нельсона, на которого его натравил Гонт, и убил его попугая по кличке Тэмми Фэй. Хотя, в результате стечения обстоятельств, друзья решили помириться, они не успели это сделать, так как погибли при взрыве, устроенном Китоном и «Тузом».
- Джордж Т. Нельсон (англ. George T. Nelson) — преподаватель резьбы по дереву в старших классах средней школы Касл-Рока. Скрытый гей и старинный друг Фрэнка Джуитта, с которым позже поссорился из-за козней Гонта. Погиб при взрыве вместе с Джуиттом.
- Хью Прист (англ. Hugh Priest) — городской пьяница. Служил в армии, но был осуждён в 1977 году за кражу. Поддавшись воспоминаниям о юности в 1950-е годы, покупает в магазине «Нужные вещи» лисий хвост и по заданию Гонта убивает собаку Нетти Кобб. Погибает в результате конфликта с Генри Бофортом.
- Преподобный Уильям Роуз (англ. William Rose) — баптистский священник, по натуре довольно вспыльчив. Некоторые называют его «Пароход Вилли»[3]. Ненавидит Отца Брайхема. Также Роуз против того, чтобы католики устраивали благотворительное мероприятие «Ночь в казино», так как это оскорбляет Дом Господень, а также из-за того, что его отец в своё время был азартным игроком, проигравшим все семейные накопления.
- Отец Брайхем (англ. Father Brigham) — католический священник, враждующий с Роузом по разным причинам, особенно из-за предстоящей «Ночи в казино», проводимой католиками. В романе описывается как кривоногий ирландец, начисто лишённый чувства юмора. Первым стал называть Роуза «Пароходом Вилли».
- Эвелин Чалмерс — 94-летняя тётя Патрисии Чалмерс, в 1979 году удостоилась звания самой пожилой жительницы Касл-Рока. Умерла ещё до начала повествования[* 1], но при этом считается одним из важнейших персонажей романа — Патрисия неоднократно вспоминает тётю Эвелин, голос которой даёт ей дельные советы.
- Генри Бофорт (англ. Henry Beaufort) — владелец и управляющий бара «Пьяный тигр» (англ. The Mellow Tiger), давно враждует с Хью Пристом. Собирался отомстить Присту за испорченный автомобиль, но в последний момент передумал; впоследствии погиб от ядовитой пули, выпущенной Пристом.
- Ситон Томас (англ. Seaton Thomas) — самый старый из полицейских, отправлялся на разведку в дом Китонов, где обнаружил тело Миртл. В финальной сцене подвозит Риджвика к магазину «Нужным вещам» и становится одним из свидетелей проявления истинной сущности Лиланда Гонта.
- Сонни Джакетт (англ. Sonny Jackett) — автомеханик, враждующий с уборщиком Эдди Варбертоном. Владелец автостанции «Суноко».
- Джон Лапонт (англ. John LaPointe) — полицейский. Бывший жених Салли Рэтклифф (она ушла от него к Лестеру Пратту). Был жестоко избит Лестером из-за того, что тот думал, что Салли вернулась к Джону, но был вовремя спасён Шейлой Брайхем.
- Шейла Брайхем (англ. Sheila Brigham) — диспетчер полицейского участка и сестра Отца Брайхема. Во время схватки между Джоном Лапуантом и Лестером Праттом убила Лестера прикладом ружья по голове. Едва не была случайно застрелена Норрисом Риджвиком.
- Шон Раск (англ. Sean Rusk) — младший брат Брайана. После самоубийства брата был отправлен в больницу; именно от него Пэнгборн узнал, что ко всему происходящему в городе причастен Лиланд Гонт.
- Мелисса Клаттербак (англ. Melissa Clutterbuck) — жена Энди Клаттербака. Была застрелена Ленор Поттер, перепутавшей её со своей соседкой.
- Эдди Варбертон (англ. Eddie Warburton) — ночной уборщик в здании муниципалитета. По заданию Гонта подкидывает Полли письмо от Гонта, якобы адресованное Алану Пэнгборну и пришедшее из Департамента защиты детей Сан-Франциско, в котором «шерифа» уведомляют, что так настойчиво интересоваться прошлой жизнью Патрисии Чалмерс не этично, и просят больше не писать по этому поводу; впоследствии это жутко взбесило Полли и она сообщает Алану по рации, что порывает с ним. Был убит Сонни Джакеттом.
- Майра Эванс (англ. Myra Evans) — подруга Коры Раск, также является поклонницей Элвиса Пресли. Была застрелена Корой.
- Нан Робертс (англ. Nan Roberts) — хозяйка закусочной «Перекуси у Нан». Ярая баптистка.
- Ленор Поттер (англ. Lenore Potter) — жительница Касл-Рока, помешанная на медитациях и здоровье своей ауры, занимается разведением цветов и ненавидит свою соседку Стефани Бонсан. По ошибке застрелила Мелиссу Клаттербак.
- Генри Пейтон (англ. Henry Payton) — начальник Оксфордского отделения полиции штата.
- Ленни Партридж (англ. Lenny Partridge) — старейший житель Касл-Рока. Сильно пострадал от рук Хью Приста, который сломал ему ключицу и два ребра и угнал его автомобиль.
- Рэй ван Аллен (англ. Ray Van Allen) — единственный частнопрактикующий врач Касл-Рока.
- Джо Прайс (англ. Joe Price) — полицейский. Был убит во время перестрелки между полицейскими и «Тузом» с Китоном.
- Альберт Гендрон (англ. Albert Gendron) — дантист. Очень крупный и сильный мужчина. Является активным приверженцем католической веры.
- Дон Хемфилл (англ. Don Hemphill) — владелец супермаркета «Hemphill's» в Касл-Роке.
- Рикки Бизонетт (англ. Ricky Bissonette) — 19-летний парень, работающий на автостанции «Суноко». Был застрелен ночным уборщиком Эдди Варбертоном, перепутавшим его с Сонни Джакеттом.
- Скотт Гарсон (англ. Scott Garson) — банкир Касл-Рока, был покалечен при попытке ареста Китона (он проехался по его руке колёсами автомобиля).

## Создание романа
По словам Кинга, он хотел написать роман о 1980-х годах, так как считал их «весьма забавным» (англ. really funny) временем. Автор считает, что в те годы жадность, лицемерие и нездоровый образ жизни стали свидетельством того, как «продалось» поколение «любви и мира», и над этим можно было только смеяться, потому что иначе пришлось бы плакать. Кинг также сравнивает десятилетие с «распродажей века» и рассказывает, как однажды ему в голову пришла мысль «превратить восьмидесятые в странный провинциальный магазин „Нужные вещи“ и посмотреть, что из этого выйдет».

## Отсылки и аллюзии
Роман входит в неофициальную «Трилогию о Касл-Роке», и в нём много пересечений с другими произведениями об этом городке. Некоторая связь прослеживается и с миром «Тёмной Башни».
В романе также присутствуют аллюзии на произведения других авторов — в частности, на «Мифы Ктулху» Говарда Филипса Лавкрафта.

### Отсылки к другим произведениям Кинга
- «Центр притяжения» (1993) — рассказ является продолжением романа «Нужные вещи». Один из второстепенных персонажей рассказа — Энди Клаттербак, спившийся после смерти своей жены Мелиссы и уволенный из-за этого из полиции. Причина смерти Мелиссы в рассказе не упоминается.
- «Мёртвая зона» (1979) — в романе «Нужные вещи» упоминаются Джон Смит (главный герой) и маньяк-полицейский Фрэнк Додд. Также упоминается вымышленный журнал о паранормальных явлениях «Inside View»[5].
- «Куджо» (1981) — в романе «Нужные вещи» неоднократно упоминаются сам сенбернар Куджо и его жертвы, в том числе предыдущий шериф Касл-Рока Джордж Баннерман; также Патрисия Чалмерс и Джон «Туз» Мерилл поочерёдно посещают заброшенный дом семьи Кэмберов. Эвелин Чалмерс (тётя Патрисии Чалмерс) также является одним из второстепенных персонажей романа «Куджо».
- «Рита Хейуорт и спасение из Шоушенка» (1982) — перед началом романа Джон «Туз» Мерилл отсидел в тюрьме Шоушенк.
- «Тело» (1982) — Джон «Туз» Мерилл в этой повести является главарём молодёжной банды, противостоящей главным героям. В романе «Нужные вещи» рассказывается о его последующих годах жизни и смерти.
- «Тёмная половина» (1989) — главный протагонист романа «Нужные вещи» шериф Алан Пэнгборн является второстепенным персонажем романа «Тёмная половина». В обоих романах также упоминается врач Рей ван Аллен. В романе «Нужные вещи» также раскрывается дальнейшая судьба писателя Тэда Бомонда, главного героя романа «Тёмная половина» — он снова пристрастился к алкоголю, и его бросила жена.
- «Библиотечная полиция» (1990) — в эпилоге романа раскрывается дальнейшая судьба Сэма Пибблза и Наоми Хиггинс, главных героев повести — они поженились и уехали из Джанкшен-Сити.
- «Солнечный пёс» (1990) — гибель Реджинальда Мерилла при странных обстоятельствах, затронутая в прологе романа, раскрывается в этой повести.

### Отсылки к «Мифам Ктулху»
Фамилия антагониста — Гонт (англ. Gaunt — тощий, костлявый, мрачный) — отсылка к существам Night-Gaunt из вселенной Лавкрафта. В романе также упоминаются долины Ленга (англ. Leng), откуда Гонт (по его словам) берёт кокаин, и божество Йог-Сотот.

## Публикация
Роман впервые был опубликован в США в октябре 1991 года издательством «Viking Press».

### История переводов на русский язык
- На русском языке роман был дважды издан в 1993 году — в переводе Л. Курляндской под названием «Нужные вещи» издательством «Тимур»[7] и в переводе Л. А. Гридина, О. В. Беймука и Е. Ю. Харитоновой под названием «Необходимые вещи» издательством «Информационное агентство „Хронос“»[8].
- В 1995 году был издан под названием «Необходимые вещи» (перевод агентства «Кэдмен»)[9] издательством «Сигма»[8].
- В 1997 году роман под названием «Самое необходимое» в переводе Ф. Сарнова был выпущен издательством «АСТ», впоследствии этот перевод неоднократно переиздавался.
- В 2003 году издательство «АСТ» выпустило роман под названием «Нужные вещи» в переводе А. В. Аракелова и Т. Ю. Покидаевой[10], который также неоднократно переиздавался.

## Номинации
- Премия Брэма Стокера, 1992 — лучший роман (novel).
- Премия «Локус», 1992 — лучший роман жанра horror/dark fantasy (horror/dark fantasy novel)[11].

## Адаптации
- В 1993 году роман был экранизирован режиссёром Фрейзером Хестоном. Главные роли сыграли Макс фон Сюдов (Лиланд Гонт), Эд Харрис (Алан Пэнгборн) и Бонни Беделиа (Патрисия Чалмерс).
- 9-я серия 1-го сезона американского мультсериала «Рик и Морти» является вольной экранизацией романа «Нужные вещи».
- Главный герой романа — шериф Алан Пэнгборн — является второстепенным персонажем телесериала «Касл-Рок» (2018), который является антологией произведений Стивена Кинга.